# Плачевная речь по Карлу XI

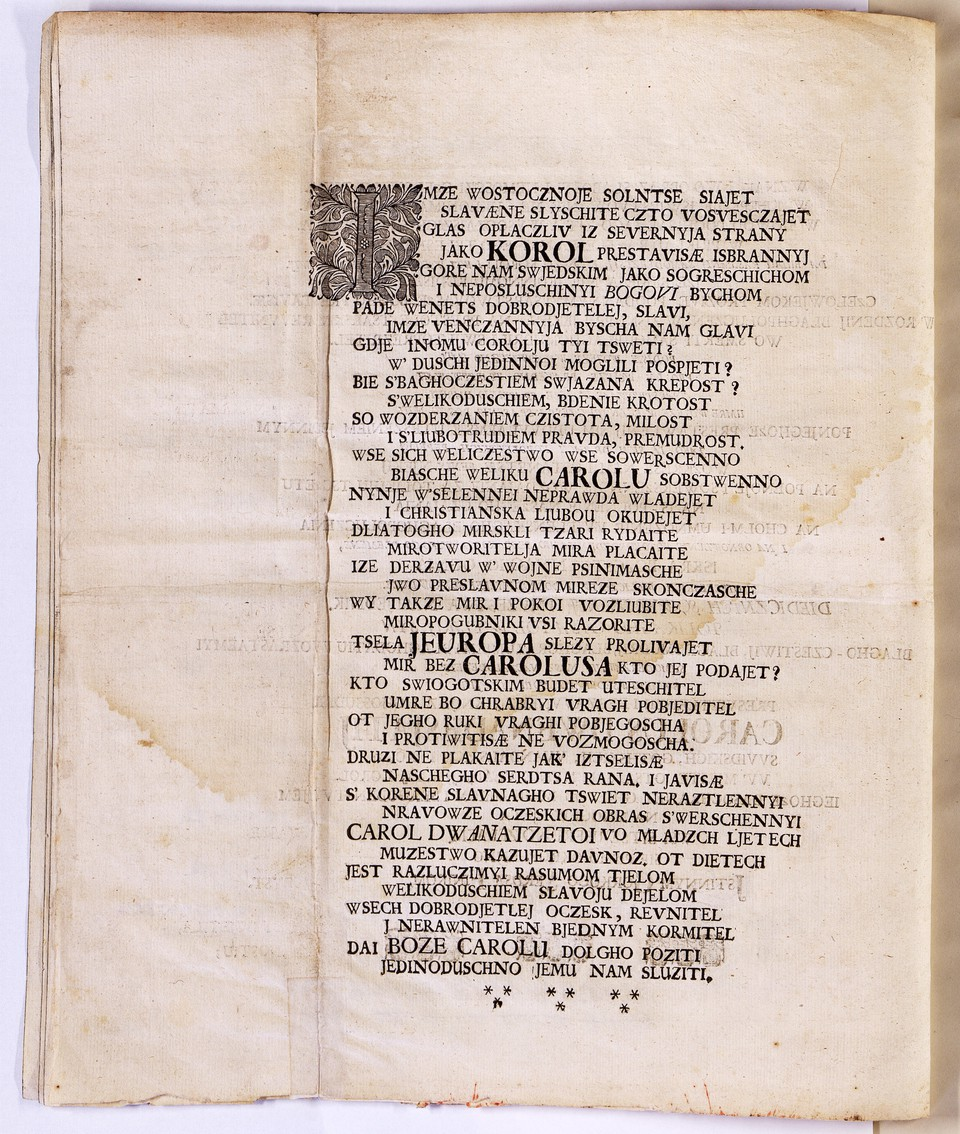
Репродукция стихотворения Спарвенфельда из плачевной речи по Карлу XI

Плачевная речь по Карлу XI (Placzewnaja recz na pogrebenie Karolusa odinatsetogho) была написана церемониймейстером шведского королевского двора Юханом Габриэлем Спарвенфельдом (1655—1727) на русском языке того времени по случаю смерти шведского короля Карла XI, наступившей 5 апреля 1697 года. Речь была произнесена в Стокгольме примерно полгода спустя после смерти Карла XI — в день его рождения, 24 ноября 1697 года, на мемориальной церемонии, когда останки короля были перенесены в усыпальницу шведских королей. Впоследствии речь была издана и напечатана латинским шрифтом в двух экземплярах. Речь представляет интерес для исследователей-славистов как образец транскрипции русского языка конца XVII века, для литературоведов — как образец поэзии того времени, а для историков — в связи с разными гипотезами, выдвинутыми для объяснения появления подобного литературного памятника в контексте отношений шведской короны и её русскоязычных подданных.

## Об авторе
Юхан Габриэль Спарвенфельд (швед. Johan Gabriel Sparwenfeld) изучал право, историю и языки в Уппсальском университете, а затем несколько лет путешествовал по Европе. Русский язык он выучил в Москве, где пребывал в течение трёх лет (с 1684 по 1687), вначале в качестве посла Швеции, а затем как частное лицо. Юхан Габриэль изучал и другие славянские языки, в том числе польский. Во время своего пребывания в России он приобрёл ряд книг на русском языке, которые по завершении своей дипломатической миссии вывез в Швецию. В настоящее время эти издания хранятся в библиотеке Уппсальского университета. Король Карл XI благоволил Спарвенфельду. После возвращения из России он продолжал путешествовать по Европе, занимаясь по поручению короля поиском документов, которые могли бы доказать шведское происхождение готов. Позже король назначил его на должность церемониймейстера, которую он занимал в течение 18 лет.
Юхан Габриэль Спарвенфельд является автором словарей: четырёхтомного славянско-латинского Lexicon Slavonicum и однотомного латинско-славянского.

## Произнесение речи
Речь была зачитана примерно полгода спустя после смерти Карла XI — в день его рождения, 24 ноября 1697 года, на мемориальной церемонии, посвящённой переносу останков короля в усыпальницу шведских королей в церкви Риддархольмена в Стокгольме. В речи восхвалялся Карл XI, упоминались его положительные моральные качества, перечислялись его достижения во внутренней и внешней политике, а также восхвалялся его сын, уже воцарившийся к тому времени на шведском престоле, — Карл XII.

## Издание речи
Речь была написана по-русски, но отпечатана латинскими буквами, так как в распоряжении Спарвенфельда не имелось литер кириллицы. Речь была напечатана на восьми листах, из которых один лист был титульным, сама речь располагалась на шести листах, а на оставшемся листе — стихотворение в жанре элегии-плача. Речь была напечатана без имени автора. Но в тексте есть акроним имени автора: в последней строке речи первые буквы четырёх слов (J, G, S и P, которые являются инициалами имени Johan Gabriel Sparfwenfeldt) выделены размером.
По имеющимся данным, текст речи был отпечатан всего в двух экземплярах.
Высказываются различные предположения о том, почему речь была отпечатана. По одной версии, она предназначалась для распространения среди русскоязычного населения, которое по каким-то причинам не последовало. По другой версии, речь была отпечатана только для документации в связи с торжественным мероприятием.

## Значение речи
По поводу того, что речь была написана и произнесена на русском языке, У. Биргегорд высказала следующие предположения:
- речь предназначалась для повышения лояльности к шведской власти русскоязычных жителей Ингерманландии, находившейся в то время под властью шведского монарха;
- это имело символическое значение, призванное показать, что в состав Швеции входят земли, населённые русскоязычным населением[3].

## В славистике
Поскольку речь была записана латинскими буквами, она представляет собой интересный материал для лингвистов в качестве записи (в транскрипции) русского произношения конца XVII века.
Стихи Спарвенфельда, включённые в речь, представляют отдельный интерес. 23 из стихов речи написаны в ритме четырёхстопного дактиля. Остальные 19 стихов не имеют тонического размера, но могут быть прочитаны как одиннадцатисложные силлабические строки.

## Таблица транслитерации Спарвенфельда
| Кириллица | Латиница      |
| --------- | ------------- |
| А, а      | a             |
| Б, б      | b             |
| В, в      | w             |
| Г, г      | g; gh         |
| Д, д      | d             |
| Е, е      | e; je         |
| Ё, ё      | e; je         |
| Ж, ж      | z             |
| З, з      | s; z          |
| И, и      | i             |
| Й, й      | i; j          |
| К, к      | k; («кс» = x) |
| Л, л      | l             |
| М, м      | m             |
| Н, н      | n             |
| О, о      | o             |
| П, п      | p             |
| Р, р      | r             |
| С, с      | s             |
| Т, т      | t             |
| У, у      | u             |
| Ф, ф      | f             |
| Х, х      | ch            |
| Ц, ц      | ts            |
| Ч, ч      | cz            |
| Ш, ш      | sz            |
| Щ, щ      | scz, szcz     |
| Ъ, ъ      | (опускается)  |
| Ы, ы      | y; i          |
| Ь, ь      | (опускается)  |
| Э, э      | e             |
| Ю, ю      | ju            |
| Я, я      | ja; æ         |